# Посольство Польши в Латвии
Посольство Республики Польша в Латвии (пол. Ambasada Rzeczypospolitej Polskiej w Republice Łotewskiej z siedzibą w Rydze; латыш. Polijas Republikas vēstniecība Rīgā) — польское дипломатическое представительство, расположенное в Риге, Латвия.
В консульский округ Посольства входит вся территория Латвии.

## Структура
- Чрезвычайный и Полномочный Посол — руководитель представительства;
- Консул;
- Политико-экономический отдел;
- Консульский отдел;
- Административно-финансовый отдел;
- Военный атташат[2].

## История
Дипломатические отношения между Польшей и Латвией были установлены 27 января 1921 года.
В августе 1991 года, после восстановления независимости Латвии, дипломатические отношения между странами были возобновлены.
Посольство Польши в Латвии было открыто 12 ноября 1991 года. Посольство Латвии в Польше действует с 1993 года.